# Durward Knowles
Durward Knowles (* 2. November 1917 in Nassau, Bahamas; † 24. Februar 2018 ebenda) war ein bahamaischer Starboot-Segler. Er nahm insgesamt an acht Olympischen Spielen teil und gehört damit zu den Sportlern mit den meisten Olympiateilnahmen. Knowles startete für den Nassau Yacht Club.

## Olympiateilnahmen
- 1948: Sein olympisches Debüt hatte Durward Knowles im Alter von 30 Jahren bei den Olympischen Sommerspielen 1948 in London mit dem Wettkampfort Torquay. Er startete für Großbritannien und erreichte den vierten Platz.
- 1952 bei den Olympischen Sommerspielen 1952 in Helsinki, startete er für die Bahamas und wurde Fünfter.
- 1956 bei den Olympischen Sommerspielen in Melbourne, konnte er den dritten Platz erreichen und gewann somit mit Bronze seine erste Olympiamedaille.
- 1960 In Rom wurde Knowles bei den Olympischen Sommerspielen 1960 Sechster.
- 1964 feierte Durward Knowles seinen größten Erfolg. Bei den Olympischen Sommerspielen 1964 in Tokio (Wettkampfort: Fujisawa (Kanagawa)) wurde er Olympiasieger gemeinsam mit seinem Vorschoter Cecil Cooke.
- 1968 wurde bei den Olympischen Sommerspielen 1968 in Mexiko-Stadt Fünfter.
- 1972 Bei den Olympischen Sommerspielen 1972 in Kiel erreichte er nur noch Platz 13.
- 1988 Nach 16 Jahren nahm Durward Knowles noch einmal an Olympischen Spielen teil. Bei den Spielen 1988 in Seoul nahm er letztmals teil und wurde 19. Dabei war er nicht nur der älteste Teilnehmer dieser Spiele mit 70 Jahren, sondern auch der älteste Olympionike der Neuzeit überhaupt.

## Weltmeisterschaften im Starboot
- 1946 Bronze bei der WM in Havanna, Kuba
- 1947 Gold bei der WM in Los Angeles, USA
- 1954 Silber bei der WM in Cascais, Portugal
- 1974 Bronze bei der WM in Laredo, Spanien

## Sportfunktionär
- Knowles war zudem als Sportfunktionär tätig. So war er Vizepräsident des Nationalen Olympischen Komitees der Bahamas.